# Líbano en los Juegos Olímpicos de Cortina d'Ampezzo 1956
Líbano estuvo representado en los Juegos Olímpicos de Cortina d'Ampezzo 1956 por tres deportistas masculinos que compitieron en dos deportes.
El equipo olímpico libanés no obtuvo ninguna medalla en estos Juegos.